# Criptoportico romano (Vicenza)
Il criptoportico romano di Vicenza è un criptoportico della antica Vicetia (odierna Vicenza), risalente alla fine del I secolo a.C. Al criptoportico, perfettamente conservato, si accede dall'ingresso posto nell'attuale Piazza Duomo e si estende sotto alla canonica della cattedrale e a palazzo Roma.
Il criptoportico rimase in uso almeno fino al IV secolo, dapprima come luogo per rinfrescarsi, poi come dispensa di generi alimentari.
È l'esempio meglio conservato di criptoportico romano di abitazione privata situato a nord del Po.

## Descrizione

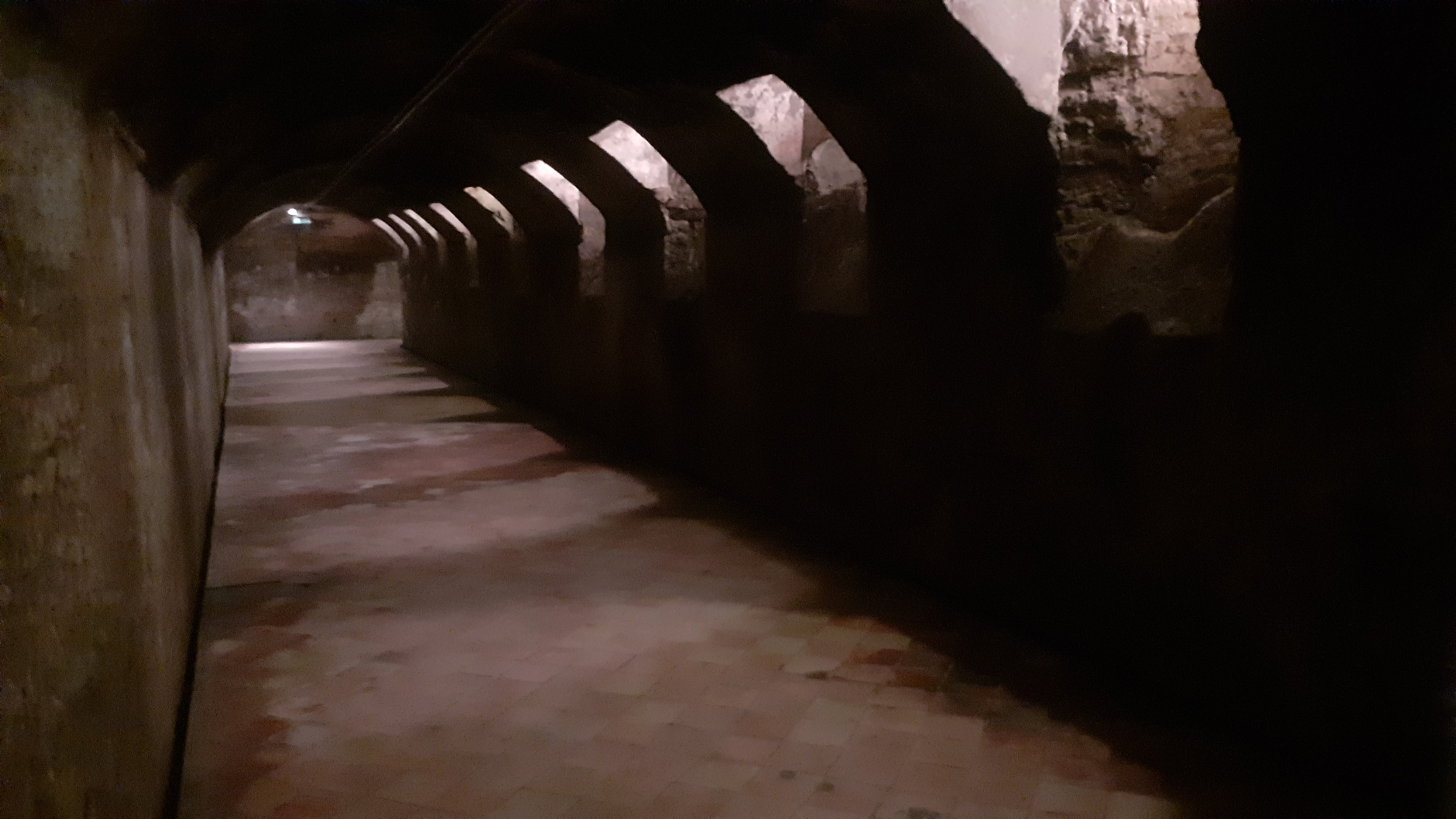
Uno dei bracci del criptoportico

Il criptoportico apparteneva a una domus romana, non conservata (ma viste le dimensioni del criptoportico certamente ricca), ubicata nel settore di sudovest della città romana. È formato da tre bracci disposti a U . Il piano del pavimento si trova a una profondità di 6,31 m rispetto all'attuale piano della piazza. Il braccio centrale, quello rivolto a ovest e più lungo, misura 29,5 m in lunghezza e 3,28 m in larghezza, mentre quelli laterali misurano entrambi 27,35 m in lunghezza e 2,98 m in larghezza. I bracci sono a singola navata e coperti con volta a botte realizzata in opus caementicium. L'altezza del criptoportico è pari a circa 2,75 m e lo spessore della volta e delle pareti è circa 1 m.
Il criptoportico riceveva luce da 31 piccole finestrelle a bocca di lupo collocate nella parte alta dei lati interni, molto probabilmente in corrispondenza del giardino del peristilio soprastante.
Vi si accedeva tramite una stretta scala, in parte corrispondente a quella tuttora in uso, che immetteva nel braccio settentrionale. Gli ultimi 4 scalini in pietra sono originali; per gli altri è stata ricostruita la struttura in laterizio sfruttando la pendenza indicata dalle campiture nell'affrescatura che si trova sulla parete alla sinistra di chi scende.

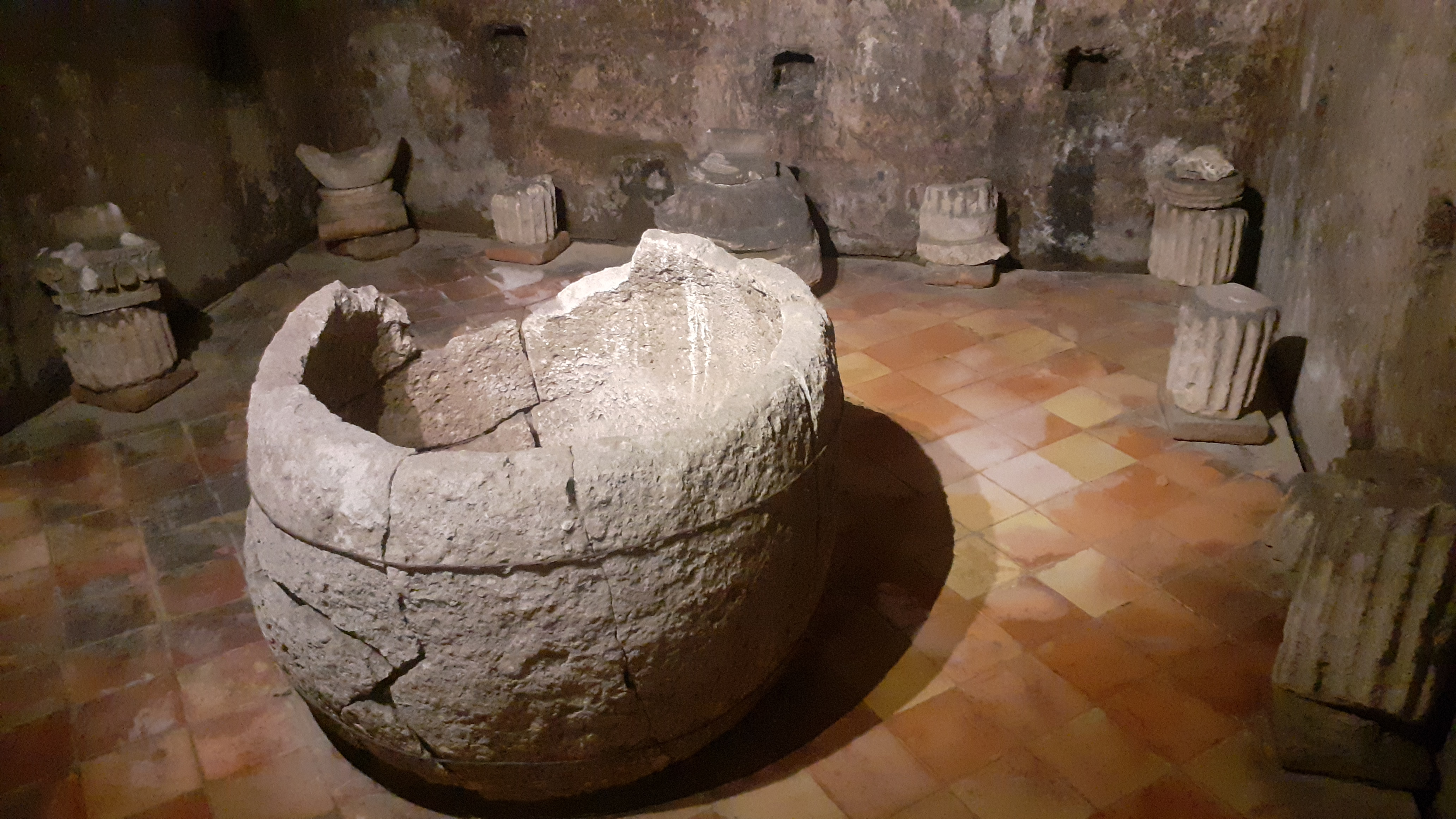
Il vano adibito a magazzino

Alle due estremità del braccio centrale sono presenti in posizione simmetrica due vani, che avevano funzioni differenti.
Quello settentrionale, detto normalmente vano A, doveva essere adibito all'immagazzinamento di materiali; nelle tre pareti infatti è presente una doppia fila di fori di incasso per il posizionamento di travi destinate a sostenere ripiani lignei che correvano tutt'attorno alla stanza. L'accesso a questo ambiente è delimitato da una soglia di ingresso in pietra alta circa mezzo metro, probabilmente in funzione di protezione dalle alluvioni. Nella stessa soglia e nell'architrave superiore sono ricavati gli smussi di battuta per la porta di chiusura, che quindi era in grado di sigillare l'ambiente. Tutti questi accorgimenti indicano che questo vano era destinato ad accogliere materiali o oggetti che si voleva assolutamente proteggere dall'acqua. Considerando le dimensioni dei fori sui muri, le travi che vi si dovevano incastrare dovevano essere molto robuste, destinate quindi a sostenere pesi piuttosto elevati, ma generati da materiali non molto ingombranti, in quanto la distanza tra le due file di fori è di circa mezzo metro. In questa stanza sono alloggiati frammenti di colonne e una vasca in pietra per l'acqua, databile al periodo tardo-antico, dopo la fine dell'impero romano.

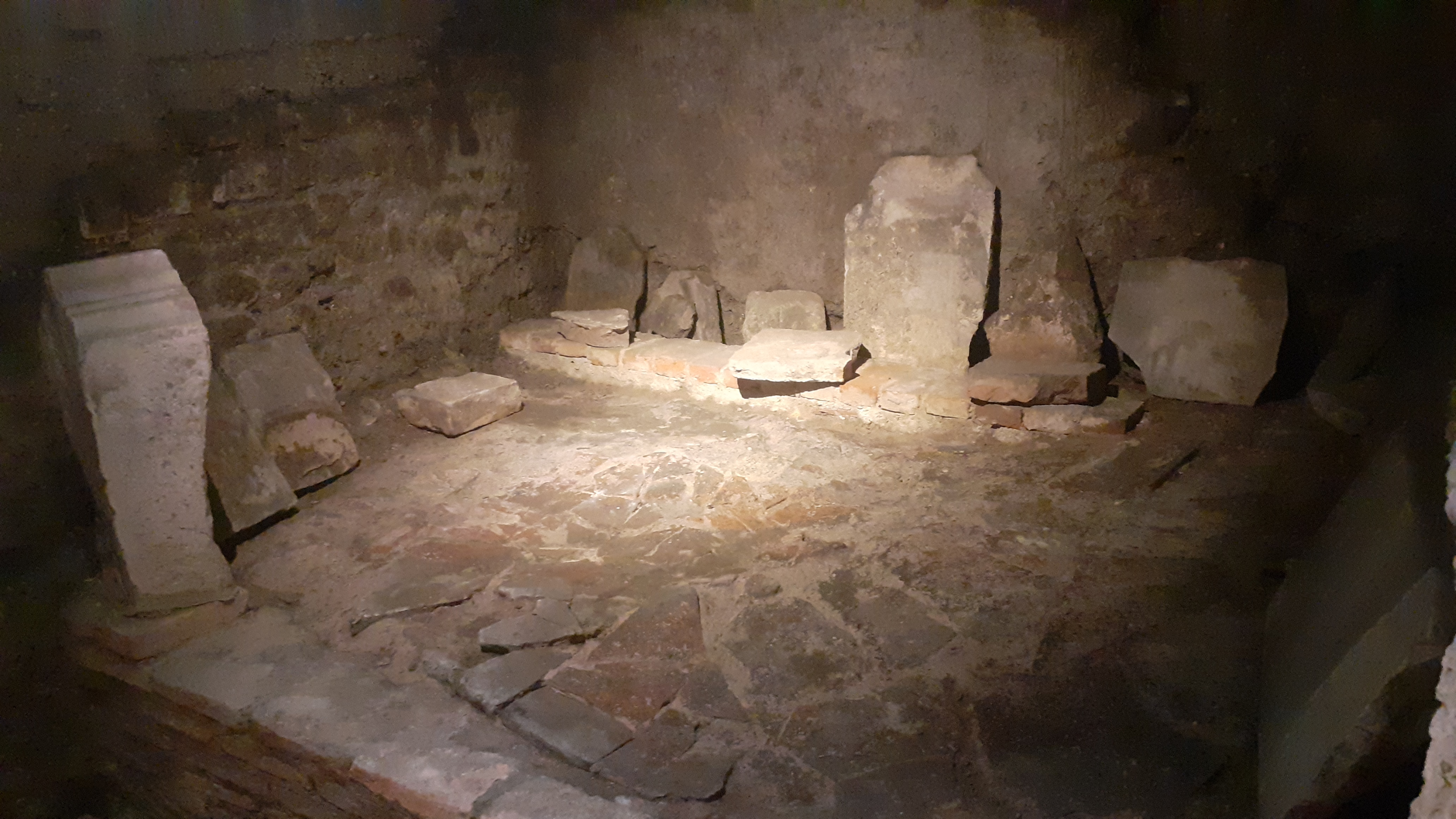
Il vano meridionale

Al vano meridionale B si accede attraverso una soglia poco elevata, destinata quindi solo a isolare l'ambiente dall'eventuale pioggia che potesse bagnare il pavimento del corridoio. In questa stanza non sono presenti fori sui muri che indichino la presenza di mensole.
Da qui si accede a una seconda stanzetta C aperta verso una rampa larga 1,8 m, solo parzialmente indagata. In queste due stanze sono stati posizionati due lacerti delle pavimentazioni ritrovate durante i lavori di scavo. 
La pavimentazione originaria era costituita da un mosaico di esagonette in laterizio, alternate a componenti romboidali. Lo spessore, la finitura irregolare e le differenze tra i vari pezzi indicano che le esagonette erano ricavate a mano dallo stampo di mattone prima della cottura. In una piccola incisione al centro di ogni esagonetta è stata posta una tessera di pietra bianca. La pavimentazione originaria fu poi ricoperta da un mosaico a tessere bianche intervallate da rade tessere nere. Questo secondo pavimento è stato posato sopra al precedente innalzando la quota del piano di calpestio (la prima stesura si trovava a -2,75 m dall'intradosso della volta, la seconda a -2,70 m). In uno dei vani è presente parte di una terza pavimentazione in posizione rialzata, posta alla quota di -2,30 m dall'intradosso, e costituita da più grandi mattoni sesquipedali, cioè della lunghezza di un piede e mezzo, vale a dire all'incirca mezzo metro di lato. Non è chiarito l'utilizzo di questa struttura, che si è ipotizzata utilizzata per lavori di officina o laboratorio.

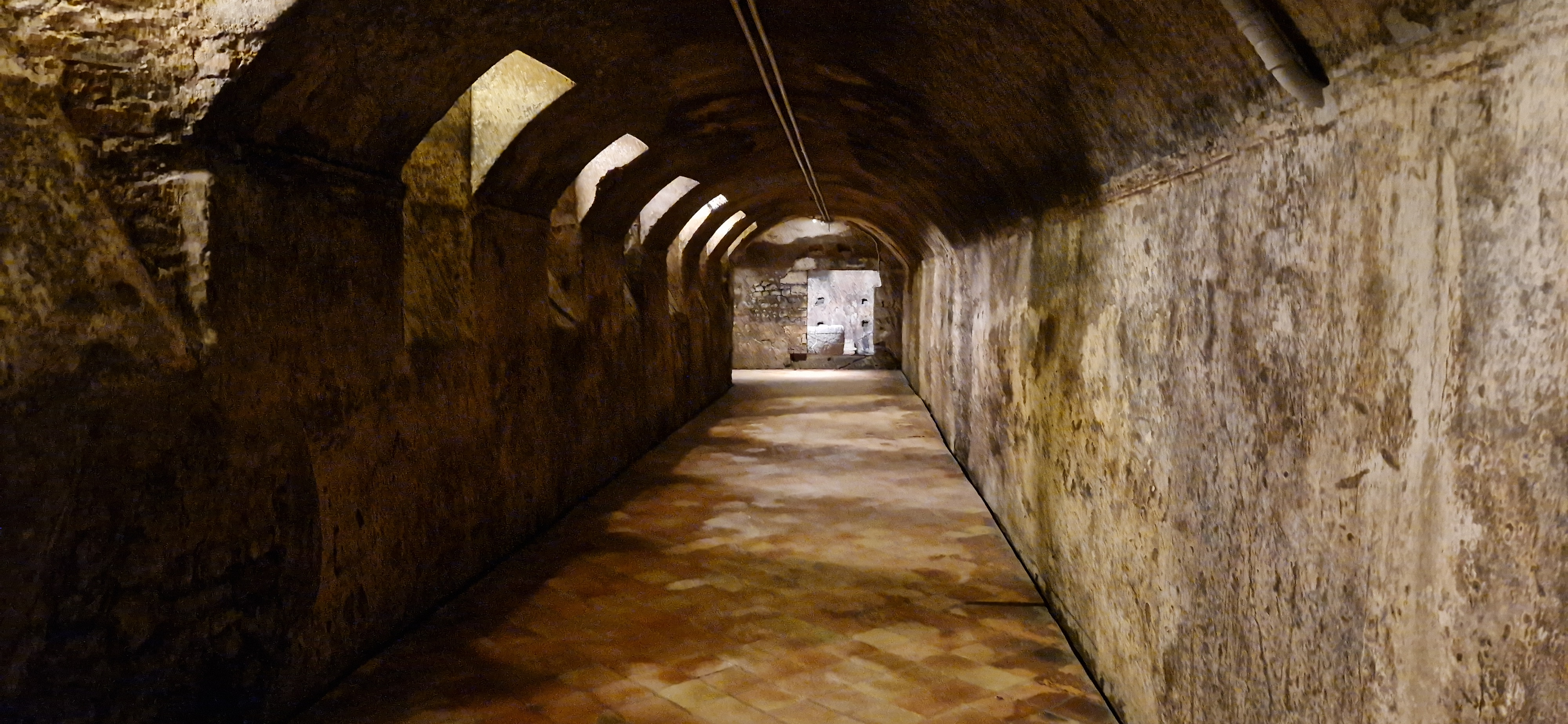
Veduta di uno dei bracci del criptoportico

La pavimentazione attuale è moderna ed è posta a 0,15 m sopra la pavimentazione antica. L'innalzamento è dovuto alla necessità di prevedere lateralmente uno scolo alle infiltrazioni di acqua piovana, dal momento che il pavimento si trova circa 6 metri al disotto dell'attuale piano stradale ed è anche situato al di sotto della falda freatica della città, con conseguenti problemi di percolazioni in caso di violenti temporali. La scelta delle piastrelle è stata fatta in modo da riprodurre l'aspetto della pavimentazione originaria,
Le pareti presentano un'intonacatura a marmorino chiaro sovrapposta ad uno strato di intonaco più grossolano. Nella parte superiore, al limite dell'intradosso della volta, l'intonaco è delimitato da una fascia in rosso pompeiano larga circa tre dita, a cui è sovrapposta una cornicetta in stucco dalla forma di scala rovesciata con tre gradini aggettanti. L'insieme indica chiaramente che si trattava di un ambiente molto curato e che quindi doveva essere utilizzato dalla famiglia per attività di vita domestica. L'uso del criptoportico quindi, almeno per una parte della sua vita, non fu limitato a quello di ripostiglio.

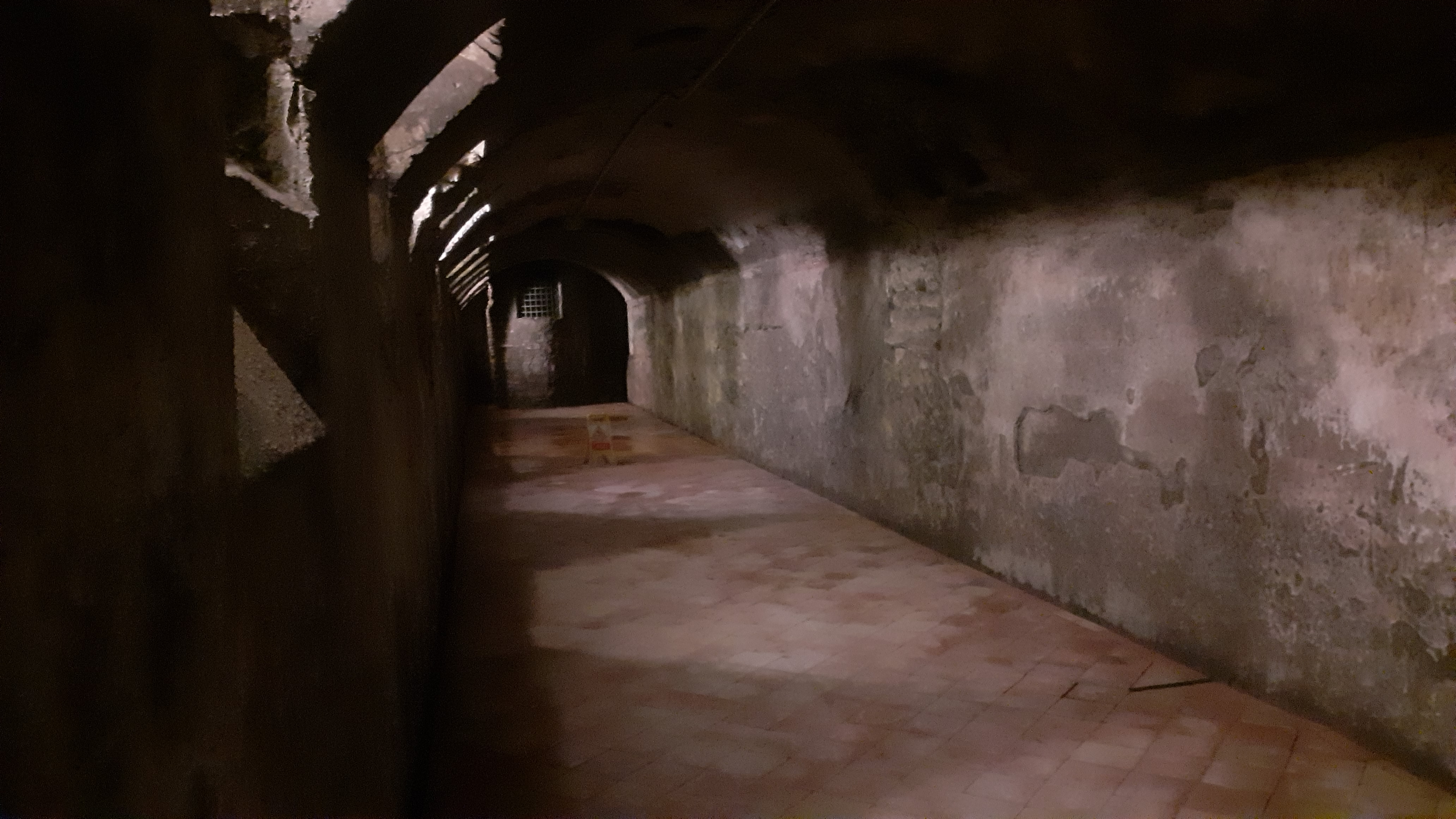
Braccio meridionale, in fondo si nota la canna del pozzo di probabile epoca medioevale.

Nei più frequenti esempi di criptoportici romani presenti nell'Italia meridionale, dove il clima è decisamente più caldo, questi spazi offrivano refrigerio d'estate in quanto ambienti a temperatura più gradevole. Nel caso vicentino il problema del caldo estivo era meno impellente, ma in compenso questo spazio poteva offrire riparo anche durante l'inverno quando la temperatura al suo interno era più mite che nelle stanze non riscaldate della domus al piano superiore.
Al termine del braccio meridionale è presente la canna di un pozzo in laterizio, certamente non parte dell'originaria struttura romana e di probabile origine medioevale, che sbocca nel cortile del soprastante palazzo Roma. Il pozzo fu probabilmente costruito per attingere all'acqua che si trovava nell'ambiente sottostante. Nel corso dei lavori di restauro successivi alla scoperta del 1954, fu ricavata un'apertura nella parete del pozzo dotandola di grata di protezione. Con questo accorgimento si è instaurato un flusso d'aria che si incanala poi verso il cancello posto all'ingresso, favorendo così l'aerazione dell'ambiente sotterraneo e contribuendo a ridurre la formazione di muffa.

## Rinvenimento
Il criptoportico fu rinvenuto all'inizio dell'estate del 1954 nel corso dei lavori per la realizzazione della canonica della cattedrale di Vicenza lungo il lato meridionale di Piazza Duomo. 
Per ricavare le cantine della canonica, i lavori prevedevano lo scavo fino alla profondità di 3,20 m. Arrivati però alla quota di 3 metri, gli operai si imbatterono in una struttura compatta molto più dura della terra e ghiaia circostante, probabilmente un frammento di pavimento. Nel delimitare la struttura ci si accorse che al di sotto essa appariva vuota. Con l'aiuto di una torcia apparve quello che sembrava una canaletta, poco profonda e non molto lunga. I lavori di pulizia e consolidamento subito programmati, rivelarono invece che si trattava di una struttura molto più complessa.
Gli esperti della Soprintendenza archeologica, subito interpellati, intuirono che potesse trattarsi di un criptoportico di epoca romana. Furono pertanto predisposti i lavori di pulizia, restauro, illuminazione e messa in sicurezza che si protrassero per tre anni. Nel 1957, dopo la posa del pavimento in piastrelle, il criptoportico fu finalmente aperto al pubblico.

## Reperti
I reperti qui rinvenuti durante lo scavo del 1954 sono conservati presso il Museo naturalistico archeologico di Santa Corona.
In particolare, si rinvennero antefisse in terracotta, vasetti, lucerne, un mattone ellittico con bollo T. Delli Sereni, un'applique di bronzo raffigurante una divinità marina, elementi in marmo fra cui quelli di un tavolo. Nel giardino del vicino palazzo vescovile fu rinvenuto un capitello ionico probabilmente relativo al peristilio soprastante il criptoportico.